# Боднар Юрій Васильович (художник)
Юрій Васильович Бо́днар (нар.28 червня 1955, село Довге, нині Іршавського району Закарпатської області⁣ — 25 вересня 2020) —  український живописець. Член Національної спілки художників України (від 1999 року).

## Життєпис
Юрій Боднар у 1972—1976 роках навчався в Тернополі в Республіканській школі декораторів-рекламознавців, де його викладачем був мистецтвознавець Ігор Дуда. Закінчивши школу, Юрій Васильович від 1976 року працював на Тернопільському художньо-виробничому комбінаті Художнього фонду України (художнє оформлення, станковий і монументально-декоративний живопис). Згодом перейшов на творчу роботу.
Митець працював у галузі станкового живопису, в жанрах портрету, пейзажу й натюрморту. Твори виконував переважно темперою та олійними фарбами. Роботам Юрія Боднаря притаманна інтимність, він уникає зовнішніх ефектів і зайвої детальності.  Від 1990 року Юрій Боднар бере участь в обласних, регіональних, всеукраїнських, міжнародних виставках, симпозіумах та пленерах в Україні, Словаччині, Хорватії, Польщі, Угорщині, Румунії, Швейцарії, Італії, Греції, Франції, Тунісі, Кореї та Китаї. Нагороджений першою премією «Matica Slovencka» Міжнародного Бієнале іконопису та сакрального мистецтва Карпатського регіону. 
З 1999 є членом Національної Спілки Художників України. Роботи знаходяться у приватних колекціях у Франції, США, Ізраїлі, Німеччині, Тунісі, Італії, Польщі, Словаччині, Угорщині та Чехії. А також у приватних колекціях в Україні та у постійній експозиції Тернопільський обласний краєзнавчий музей, Національний історико-культурний заповідник «Гетьманська столиця» у м.Батурин та у фондах Закарпатський обласний художній музей імені Йосипа Бокшая (Ужгород).
Помер 25 вересня 2020

## Творчий доробок

### Роботи[5]
«Прозріння», «Вічне», «Розмова» (всі — 1990)
«Пробудження», «Кобзар», «Ісус» (всі — 1995)
«Відчай» (1996)
«Крізь гомін віків», «Із глибини століть» (обидва — 1998)

### Художній стиль
Юрій Боднар — віртуозний майстер сюжетно-тематичного, композиційного твору зі своїм філософським баченням, особливим стилем, поетичною образністю та різноманітною тематикою.  Художник працював у станковому та монументальному живописі, де він розкрив себе як глибоко духовна людина з широкою ерудицією, продуманістю пластичної мови своїх творів, збагаченої асоціативністю, символікою, алегоричністю, ускладненою іконографією. Основними домінантами у творах митця були ліризм та символізм.  Юрій Боднар знайшов свій стиль та власний почерк, який є чимось зовсім новим у мистецьких пошуках. Це своєрідний «променизм», як він його сам називав. Полотна наповнені світлоносними променями, що ллються звідусіль, утворюючи умовні площини, через призму яких зображення на полотні оживають, рухаються, переплітаються, взаємодіють. Картини перетворюються на оповіді, зі свою драматургією, множинною об’єктністю та конотативністю. Світло, яке розливається по поверхні полотен художника, має також символічне значення: це сакральне світло зустрічається ще у древній іконографії. Ця особлива притаманна його картина «Фотодосія», завдяки якій полотна оживають, наче світяться зсередини, наповнює їх сильним духовним зарядом, в якому відчувається глибока й щира душа художника, безмежно віддана правді та красі буття. 

### Індивідуальні виставки
| Назва виставки                                                                                 | Місце виставки                            | Місто                        | Рік        |
| ---------------------------------------------------------------------------------------------- | ----------------------------------------- | ---------------------------- | ---------- |
| «Філософія проміння»                                                                           | Хуст                                      | Хуст                         | 11.2015    |
| Виставка в рамках святкування «Дня міста Тячів»                                                | Міська галерея                            | Тячів                        | 08.2015    |
| Ретроспективна Виставка Ювілейна з нагоди 60-річчя від дня народження «Філософія Проміння»     | Обл.Художній Музей ім. Й. Бокшая          | Ужгород                      | 07.2015    |
| Виставка «Сакральна/ До Великодня»                                                             | Фоє Обласної Ради (АТРІУМ)                | Ужгород                      | 04.2015    |
| «Філософія проміння»                                                                           | «Vichodno-slovenska» Галерея              | Кошице, Словаччина           | 06.2014    |
| «Симфонія проміння» у рамках святкування 200 річниця Тараса Шевченка.                          | Мистецька галерея Національної Бібліотеки | Банська Бистриця. Словаччина | 03.2014    |
| «Симфонія проміння»                                                                            | Спілка русинів-українців                  | Пряшів, Словаччина           | 01.2014    |
| Виставка з нагоди 20 річниці підписання договору між Україною та Словаччиною                   | Історична будівля Парламенту Словаччини   | Братіслава, Словаччина       | 06.2013    |
| «Kosice, europske hlavne mesto kultry»                                                         | Галерея Національного етнологічного музею | Требішов, Словаччина         | 04.2013    |
| «Воскресіння душі»                                                                             | Замок Паланок                             | Мукачево                     | 03-05.2011 |
| «Немає дороги до храму якщо храму немає в душі». Ретроспективна виставка до 55-літнього ювілею | Галерея «Ужгород»                         | Ужгород                      | 12.2010    |
| «Семантика природи»                                                                            | «PRO CREDO» Банк                          | Ужгород                      | 01.2009    |
| Х Конгрес ділових та творчих кіл                                                               | «Український дім»                         | Київ                         | 02.2008    |
| Retrospective                                                                                  | Адміністрація президента України          | Київ, Україна                | 09.2007    |
| «Парадигма духовності»                                                                         | Богословська Академія ім..Теодора Ромжі   | Ужгород                      | 12.2005    |
| Ретроспективна виставка до 50-літнього ювілею                                                  | Галерея «Ужгород»                         | Ужгород                      |            |